# Paradamoetas
Genre
Paradamoetas est un genre d'araignées aranéomorphes de la famille des Salticidae.

## Distribution
Les espèces de ce genre se rencontrent en Amérique du Nord et en Amérique centrale.

## Liste des espèces
Selon World Spider Catalog (version 18.0, 30/04/2017) :
- Paradamoetas carus (Peckham & Peckham, 1892)
- Paradamoetas changuinola Cutler, 1982
- Paradamoetas fontanus (Levi, 1951)
- Paradamoetas formicinus Peckham & Peckham, 1885

## Publication originale
- Peckham & Peckham, 1885 : On some new genera and species of Attidae from the eastern part of Guatamala. Proceedings of the Natural History Society of Wisconsin, vol. 1885, p. 62-86 (texte intégral).